# Snooker-Saison 1978/79
Die Snooker-Saison 1978/79 ist eine Serie von Snooker-Turnieren, die der Main Tour angehören.
Die Turniere wurden zwischen September 1978 und dem WM-Finale am 28. April 1979 ausgetragen.

## Saisonergebnisse
Die folgende Tabelle zeigt die Saisonergebnisse.
| Datum                             | Turnier                                 | Austragungsort | Art                    | Sieger          | Finalgegner       | Ergebnis      |
| --------------------------------- | --------------------------------------- | -------------- | ---------------------- | --------------- | ----------------- | ------------- |
| August 1978                       | South African Professional Championship | unbekannt      | Non-Ranking            | Perrie Mans     | Silvino Francisco | 9:5           |
| 16. August bis 4. September 1978  | Canadian Open                           | Toronto        | Non-Ranking            | Cliff Thorburn  | Tony Meo          | 17:15         |
| 23. Oktober bis 28. Januar 1979   | Forward Chemicals Tournament            | Manchester     | Liga                   | Ray Reardon     | John Spencer      | 9:6           |
| November 1978                     | Champion of Champions                   | London         | Einladungsturnier      | Ray Reardon     | Alex Higgins      | 11:9          |
| 22. November bis 1. Dezember 1978 | UK Championship                         | Preston        | Non-Ranking            | Doug Mountjoy   | David Taylor      | 15:9          |
| 1. bis 15. Dezember 1978          | Australian Professional Championship    | Grafton        | Non-Ranking            | Eddie Charlton  | Ian Anderson      | 29:13         |
| 27. und 28. Dezember 1978         | Pot Black                               | Birmingham     | Einladungsturnier      | Ray Reardon     | Doug Mountjoy     | 2:1           |
| 14. bis 17. Januar 1979           | Holsten Lager International             | Slough         | Non-Ranking            | John Spencer    | Graham Miles      | 11:7          |
| 22. bis 26. Januar 1979           | Masters                                 | London         | Einladungsturnier      | Perrie Mans     | Alex Higgins      | 8:4           |
| 1. bis 3. Februar                 | Irish Masters                           | Kill           | Einladungsturnier      | Doug Mountjoy   | Ray Reardon       | 6:5           |
| 10. bis 24. Februar               | Bombay International                    | Bombay         | Einladungsturnier/Liga | John Spencer    | Dennis Taylor     | Rundenturnier |
| 20. und 21. Februar 1979          | Tolly Cobbold Classic                   | Ipswich        | Einladungsturnier      | Alex Higgins    | Ray Reardon       | 5:4           |
| März 1979                         | Irish Professional Championship         | Belfast        | Non-Ranking            | Alex Higgins    | Patsy Fagan       | 21:12         |
| 16. bis 28. April 1979            | Snookerweltmeisterschaft                | Sheffield      | Weltranglistenturnier  | Terry Griffiths | Dennis Taylor     | 24:16         |
| 5. bis 12. Mai                    | Pontins Professional                    | Prestatyn      | Non-Ranking            | Doug Mountjoy   | Graham Miles      | 8:4           |
| Juni 1979                         | Golden Masters                          | Newtownards    | Einladungsturnier      | Ray Reardon     | Graham Miles      | 4:2           |

## Weltrangliste
Die Snookerweltrangliste wurde nur nach jeder vollen Saison aktualisiert und berücksichtigt die Leistung der letzten drei Weltmeisterschaften. Die folgende Tabelle zeigt die 16 besten Spieler der Weltrangliste der Saison 1978/79.
| Platz | Spieler         |
| ----- | --------------- |
| 1     | Ray Reardon     |
| 2     | Perrie Mans     |
| 3     | Eddie Charlton  |
| 4     | John Spencer    |
| 5     | Cliff Thorburn  |
| 6     | Fred Davis      |
| 7     | Alex Higgins    |
| 8     | Dennis Taylor   |
| 9     | Graham Miles    |
| 10    | John Pulman     |
| 11    | Patsy Fagan     |
| 12    | Bill Werbeniuk  |
| 13    | David Taylor    |
| 14    | Doug Mountjoy   |
| 15    | Willie Thorne   |
| 16    | Jim Meadowcroft |